# Park Narodowy Serra da Capivara
Park Narodowy Serra da Capivara – park narodowy leżący na terenie brazylijskiego stanu Piauí. Utworzony został 5 czerwca 1979 roku na powierzchni 91 848,88 ha (BirdLife International podaje 100 000 ha). Od roku 1991 należy do listy światowego dziedzictwa UNESCO, a w roku 2008 teren parku narodowego został uznany za Important Bird Area. Park odgrywa kluczową rolę w ochronie formacji caatinga.

## Archeologia
Na terenie parku znajduje się około 300 stanowisk archeologicznych. Występują liczne schronienia skalne z malowidłami datowanymi na 50 000–30 000 lat temu. Rysunki w schronieniu nazwanym Pedra Furada datowane są na 26 000–22 000 lat p.n.e. i prawdopodobnie są najstarszymi malowidłami naskalnymi w Ameryce Południowej. Sceny obejmują polowania na zwierzęta, walki, taniec oraz sceny dotyczące życia seksualnego – w tym zoofilię. Część zwierząt, przedstawionych luzem lub na polowaniach, da się rozpoznać; są to jeleń szlachetny (Cervus elaphus), pancerniki, kapibara (Hydrochoerus hydrochaeris), jaguar (Panthera onca), nandu (Rhea spp.) oraz jaszczurki.

## Awifauna
Na terenie parku występują trzy narażone na wyginięcie gatunki ptaków, są to penelopa białobrewa (Penelope jacucaca), czyż żółtolicy (Spinus yarrellii) oraz ziarnojadek wielkodzioby (Oryzoborus maximiliani). Prócz tego spotykane są gatunki bliskie zagrożenia, na przykład kusacz żółtonogi (Crypturellus noctivagus), ara marakana (Primolius maracana), dzięciolnik rdzawy (Picumnus fulvescens) i kusaczek białobrewy (Hylopezus ochroleucus), a także gatunki najmniejszej troski, jak mrowiec czarnolicy (Sakesphorus cristatus), mrówczynek szarobrzuchy (Herpsilochmus sellowi) oraz haczykodziób (Megaxenops parnaguae).